# Π→σ*-перехід
π→σ*-перехід (англ. π→σ*- electronic transition) — електронний перехід, який можна описати як переміщення електрона зі зв'язуючої π-орбіталі на антизв'язуючу σ-орбіталь, що позначається σ*. Такий перехід звичайно пов'язаний з високою енергією і лежить близько або змішується з переходом Рідберга.